# Sebastiano Sebastiani

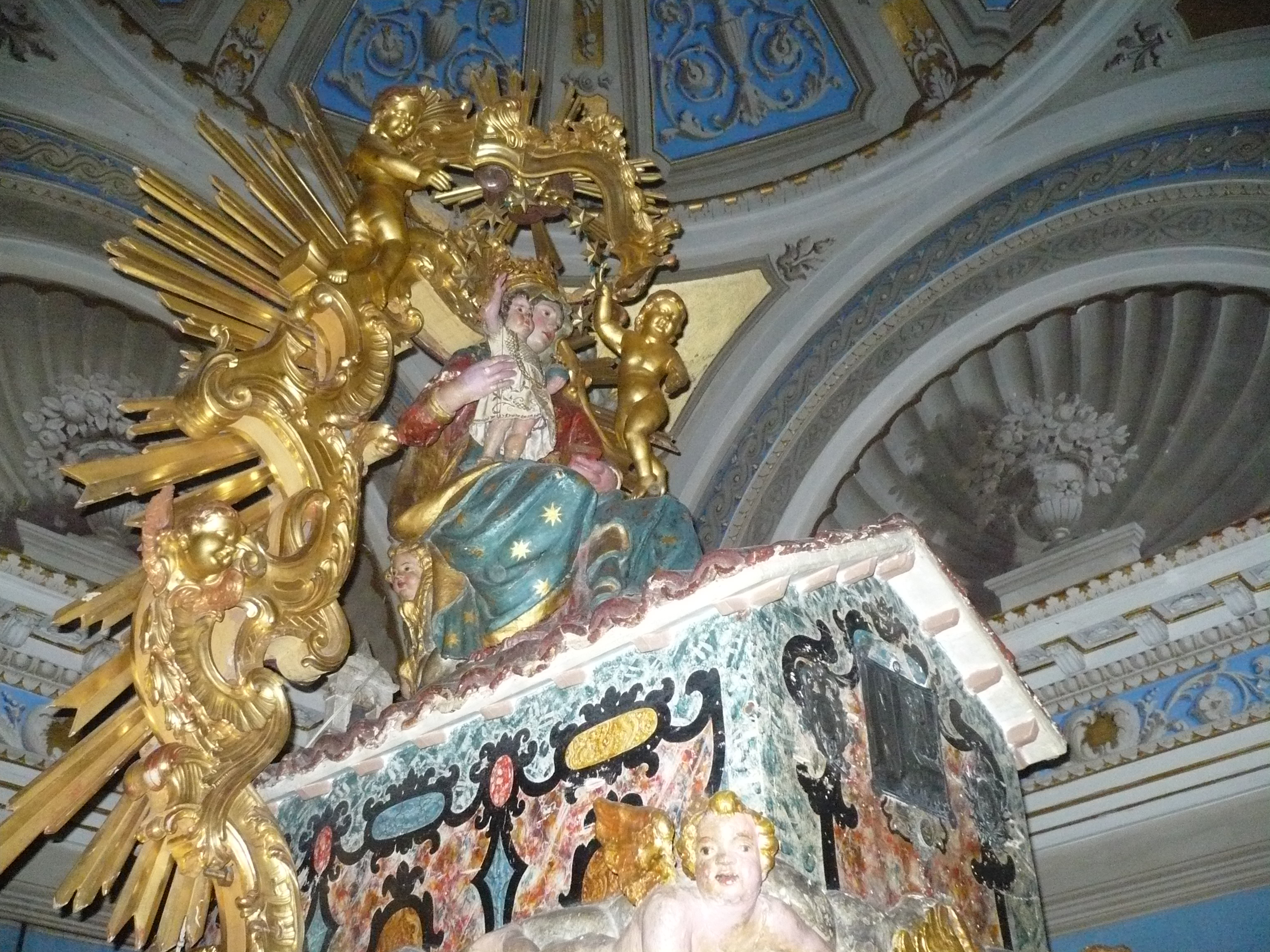
La Madonna di San Giovanni (simulacro della Vergine di Loreto, 1620 circa)

Sebastiano Sebastiani (Camerino, XVI secolo – Recanati, 1626) è stato uno scultore e fonditore italiano.

## Biografia
Nato a Camerino nella seconda metà del XVI secolo e formatosi nella bottega dei fratelli Lombardi (Girolamo Lombardi) a Recanati, Sebastiano Sebastiani collaborò con diversi fonditori recanatesi che spesso stringevano patti per far fronte alle commissioni, tanto che spesso le opere di questi scultori risultano un lavoro di équipe difficilmente attribuibile ad uno solo di essi.
Curò il processo di fusione del bronzo per il monumento a Papa Paolo V Borghese di Nicolas Cordier detto il Franciosino voluto dal comune di Rimini portandolo a compimento quando questi morì nel 1612.
Nella prima metà degli anni 1620 lavorò ad alcune fusioni di busti del giovane Gianlorenzo Bernini, che più tardi avrebbe assegnato importanti incarichi fusori al figlio di Sebastiano, Cesare 

## Opere
- Madonna del pianto (1612), Fermo
- Papa Paolo V Borghese (1612), (ne curò la fusione) Rimini
- Porta Monumentale destra (ne curò la fusione) Basilica della Santa Casa, Loreto
- Madonna di San Giovanni (1620), Ripatransone (vecchia attribuzione respinta; Marchegiani, Roma 2018, p. 702)